# Martin P6M SeaMaster
Martin P6M SeaMaster je bil dvomotorni reaktivni patruljni in bombniški leteči čoln, ki ga je zgradilo ameriško podjetje Glenn L. Martin Company v 1950ih. Originalno je bil zasnovan kot jedrski/konvencionalni bombnik in patruljno letalo. 
Prvi let je bil 14. julija 1955. Program so preklicali 21. avgusta 1959, zgradili so samo 12 letal. Eden od razlogov za prekinitev je bil razvoj podmorniške balistične rakete UGM-27 Polaris. Pozneje je Ameriška mornarica predlagala uporabo tudi kot visokohitrostni polagalec morskih min. 
Originalno naj bi ga poganjal turbo-ramjet motorja Curtiss Wright. Pozneje so izbrali dva turboreaktivna motorja J75-P-2, ki so mu omogočili impresivno hitrost za tisti čas Mach 0,9 (1,100 km/h).

## Tehnične specifikacije (P6M-2)
Splošne karakteristike
- Posadka: 4
- Dolžina: 134 ft 0 in (40,84 m)
- Razpon kril: 102 ft 11 in (31,37 m)
- Višina: 32 ft 5 in (9,88 m)
- Površina kril: 1900 ft² (180 m²)
- Teža praznega letala: 91300 lb (41400 kg)
- Naložena teža: 120000 lb (54000 kg)
- Maks. vzletna teža: 176400 lb (80000 kg)
- Pogon letala: 4 × Pratt & Whitney J75-P-2 turboreaktivni motor, 17500 lbf (77,8 kN) vsak

 Zmogljivost 
- Maks. hitrost: 550 vozlov (630 mph, 1010 km/h)
- Doseg: 1700 nm (2000 mi, 3200 km)
- Višina leta: 40000 ft (12000 m)
- Hitrost vzpenjanja: ft/min (m/s)
- Obremenitev kril: 63 lb/ft² (310 kg/m²)
- Razmerje potisk/teža: 0,58

Oborožitev

- Topovi: 2× 20 mm avtomatski top v repu
- Bombe: do 4000 lb (1814 kg)